# ایزابلا کالانتار
ایزابلا آلکساندری کالانتار (ارمنی: Իզաբելլա Ալեքսանդրի Քալանթար؛  ۱۷ نوامبر ۱۸۸۲ – ۲۵ ژوئن ۱۹۶۲) یک بازیگر اهل ارمنستان بود. وی بین سال‌های - تا - میلادی فعالیت می‌کرد.

## زندگی‌نامه
وی در ۱۷ نوامبر ۱۸۸۲ در تفلیس به دنیا آمد. لوون کالانتار برادر وی بود.  وی همچنین برندهٔ جوایزی همچون نشان برتری و هنرمندان افتخاری جمهوری شوروی فدراتیو سوسیالیستی روسیه شده است. وی در ۲۵ ژوئن ۱۹۶۲ در سن ۸۱ سالگی در فرانکفورت درگذشت.